# Сулюклінська сільська рада
Сулю́клінська сільська рада (рос. Сулюклинский сельский совет) — сільське поселення у складі Сафакулевського району Курганської області Росії.
Адміністративний центр — село Сулюкліно.
Населення сільського поселення становить 840 осіб (2017; 1010 у 2010, 1157 у 2002).

## Склад
До складу сільського поселення входять:
| Населений пункт     | Населення, осіб (2002) | Населення, осіб (2010) |
| ------------------- | ---------------------- | ---------------------- |
| Абултаєво, присілок | 482                    | 410                    |
| Сулюкліно, село     | 675                    | 600                    |